# Johnny's Entertainment
Johnny's Entertainment Inc. (яп. 株式会社ジャニーズ・エンタテイメント) — японський лейбл звукозапису, що належить компанії Johnny & Associates.

## Історія
Лейбл був заснований в 1997 році. Першою видавалася на ньому група — KinKi Kids.

## Виконавці
- Shonentai
- KinKi Kids
  - Коіті Домото
  - Цуйосі Домото
- NEWS
  - Tegomass
- Томохіса Ямашита
- NYC